# Пустошинский сельский округ (Московская область)
Пустошинский сельский округ — упразднённая административно-территориальная единица, существовавшая на территории Шатурского района Московской области в 1994—2006 годах.
Административным центром было село Пустоша, с 2004 года посёлок Пустоши.

## История

### Пустошинский сельсовет
В ходе реформы административно-территориального деления СССР в 1929 году Пустошинский сельсовет вошёл в состав Шатурского района Орехово-Зуевского округа Московской области. В 1930 году округа были упразднены.
В июле 1933 года Пустошинский сельсовет был передан из упразднённого Шатурского района в Коробовский.
20 августа 1939 года сельсовет был передан во вновь образованный Кривандинский район.
11 октября 1956 года сельсовет передан вновь образованному Шатурскому району.
В конце 1962 года в ходе реформы административно-территориального деления Шатурский район был упразднён, а его сельская территория (сельсоветы) включена в состав вновь образованного Егорьевского укрупнённого сельского района.
11 января 1965 года Егорьевский укрупненный сельский район был расформирован, а на его месте были восстановлены Егорьевский и Шатурский районы. Пустошинский сельсовет вновь вошёл в состав Шатурского района.

### Пустошинский сельский округ
В 1994 году в соответствии с новым положением о местном самоуправлении в Московской области Пустошинский сельсовет был преобразован в Пустошинский сельский округ.
В 1999 году в состав Пустошинского сельского округа входило 2 населённых пункта: село Пустоша и деревня Чернятино.
В 2004 году в Пустошинский сельский округ включены посёлки Глуховка, Красная Гора, Леспромхоз и Струя, находившиеся в административном подчинении рабочему посёлку Черусти, а также посёлок Пустоши из упразднённого Пустошинского поселкового округа. Кроме того, административный центр Пустошинского сельского округа перенесён из села Пустоша в посёлок Пустоши.
В 2005 году населённые пункты Пустошинского сельского округа вошли в состав городского поселения Черусти.
29 ноября 2006 года Пустошинский сельский округ исключён из учётных данных административно-территориальных и территориальных единиц Московской области.